# Wounded Land
Wounded Land è il primo album del gruppo progressive metal inglese Threshold.

## Formazione
- Damian Wilson: voce
- Karl Groom: chitarra
- Nick Midson: chitarra
- Jon Jeary: basso
- Richard West: tastiere
- Tony Grinham: batteria

## Tracce
1. Consume To Live – 8:13
2. Days Of Dearth – 5:28
3. Sanity's End – 10:23
4. Paradox – 7:17
5. Surface To Air – 10:16
6. Mother Earth – 5:54
7. Siege Of Baghdad – 7:44
8. Keep It With Mine – 2:28
9. Intervention (bonus track edizione rimasterizzata 2001) – 6:38